# NIC-7
La NIC-7 es una autopista nacional catalogada como troncal principal ubicada en Nicaragua. La carretera inicia en el Oeste en el centro de Tipitapa hasta finalizar en el Este el poblado del Rama.